# Zollhaus (Nürnberg)
Zollhaus ([ˈt͡sɔlˌhaʊ̯s] ⓘ, fränkisch: Langalou bzw. Zollhaus; ursprünglich Oberlangenlohe genannt) ist ein Gemeindeteil der kreisfreien Stadt Nürnberg im Bezirk 37 (Langwasser Südwest) im Statistischen Stadtteil 3 “Südöstliche Außenstadt” im Süden der Gemarkung 3440.

## Geographische Lage
Die Einöde liegt am südlichen Ende der Straße „Am Zollhaus“, die Teil der Staatsstraße 2225 (Nürnberg – Allersberg) ist; inmitten eines Waldgebietes des Nürnberger Stadtteils Langwasser. Südlich angrenzend ist der Forst Kleinschwarzenlohe, ein gemeindefreies Gebiet im mittelfränkischen Landkreis Roth.

## Geschichte
Der Ort wurde in den Vetter’schen Oberamtsbeschreibungen von 1732 als „Zollhauß“ erstmals schriftlich erwähnt. Es wurde auf dem Flurgebiet „zur langen Lohe“ (=langgestrecktes Waldstück) gegründet.
Gegen Ende des 18. Jahrhunderts gab es in Zollhaus 1 Anwesen. Das Hochgericht und die Grundherrschaft übte das brandenburg-ansbachische Richteramt Kornburg aus.
Bis 1806 war es eine markgräflich-ansbachische Zollstation, zugleich gab es dort ein Gasthaus.
Von 1797 bis 1808 unterstand der Ort dem Justiz- und Kammeramt Schwabach. Im Rahmen des Gemeindeedikts wurde 1808 Zollhaus dem Steuerdistrikt Großschwarzenlohe (II. Sektion) und der 1818 gebildeten Ruralgemeinde Kleinschwarzenlohe zugeordnet.
Ausgehend vom Haltepunkt Nürnberg-Zollhaus südöstlich des Rangierbahnhofs wurde der alte Name Zollhaus, der auch in zwei Straßennamen des Distrikts 375 Langwasser Südwest fortlebt (Zollhausstraße, Am Zollhaus), auf die westlich der Rangierbahnhof-Siedlung entstandene Parkwohnanlage Zollhaus übertragen. In reichsstädtischer Zeit wurde auch die Nürnberger Mauthalle nach dem dort befindlichen Zoll- und Waagamt als Zollhaus bezeichnet.
Am 1. Mai 1978 wurde Zollhaus im Zuge der Gebietsreform in Bayern nach Nürnberg eingegliedert.
Auch heute noch ist die Gaststätte des Ortes ein beliebtes Ausflugsziel.

### Baudenkmäler
- Zollhaus
- Terrasse der Gaststätte
- Saalbau der Gaststätte

### Einwohnerentwicklung
| Jahr      | 001818 | 001840 | 001861 | 001871 | 001885 | 001900 | 001925 | 001950 | 001961 | 001970 | 001987 |
| Einwohner | 6      | 10     | 18     | 9      | 6      | 6      | 8      | 28     | 9      | 8      | 1      |
| Häuser    | 1      | 1      |        |        | 2      | 2      | 2      | 2      | 3      |        | 1      |
| Quelle    | [ 11 ] | [ 13 ] | [ 14 ] | [ 15 ] | [ 16 ] | [ 17 ] | [ 18 ] | [ 19 ] | [ 3 ]  | [ 20 ] | [ 1 ]  |

## Religion
Die Einwohner evangelisch-lutherischer Konfession sind nach St. Nikolaus (Kornburg) gepfarrt. Die Einwohner römisch-katholischer Konfession waren ursprünglich nach St. Sebald (Altenfurt) gepfarrt, heute ist die Pfarrei Zum Guten Hirten (Nürnberg) zuständig.